# Ștefan I Prvovenčani
Stefan Nemanjić (în sârbă chirilică: Стефан Немањић, pronunțat [stêfaːn němaɲitɕ]) sau Ștefan cel întâi încoronat (în sârbă Стефан Првовенчани / Ștefan Prvovenčani, AFI: [stêfaːn prʋoʋěntʃaːniː]; n. 1166 – d. 24 septembrie 1228) a fost Mare Prinț al Serbiei din 1196 până în 1217 (cu o pauză între anii 1202 - 1204 când a fost detronat de fratele său Vukan) și rege încoronat al Serbiei din 1217 până la moartea sa în 1228. A fost primul rege al regiunii Raška și prin transformarea Marelui Principat al Serbiei într-un regat și datorită ajutorului dat fratele său, Sfântul Sava, la fondarea Bisericii Ortodoxe Sârbe, este considerat unul dintre cei mai importanți membri ai dinastiei Nemanjić. 
Ștefan Prvovenčani a fost inclus pe locul 2 în lista și cartea din 1993 a celor mai proeminenți 100 de sârbi (în sârbă: 100 најзнаменитијих Срба). Cartea cu cele 100 de biografii a fost redactată de membri ai Academiei Sârbe de Științe și Arte și anume de către Sava Vuković, Pavle Ivić, Dragoslav Srejović, Dejan Medaković, Dragomir Vitorović, Zvonimir Kostić, Vasilije Krestić, Miroslav Pantić și Danica Petrović.

## Tinerețe
Ștefan Nemanjić a fost cel de-al doilea fiu al Marelui Prinț Ștefan Nemanja și al prințesei Anastasija. Fratele său mai mare și moștenitorul aparent al tronului, Vukan Nemanjić, a stăpânit peste Principatul Zeta și provinciile învecinate (cel mai mare apanaj al regatului), în timp ce fratele său mai mic, Rastko (mai târziu cunoscut sub numele de Sfântul Sava), a condus principatul de (sau Zachlumia). 
Imperiul Bizantin a atacat Serbia în 1191, atacând ținuturile de lângă malurile râului Morava de Sud. Nemanja a avut un avantaj tactic și a început să contraatace armatele bizantine. Isaac al II-lea Angelos a cerut un tratat de pace, iar căsătoria fiului lui Nemanja, Ștefan, cu Eudokia Angelina, nepoata lui Isaac al II-lea, a fost confirmată. Ștefan Nemanjić a primit titlul de sebastokrator (sebastocrator, titlu bizantin cu rangul cel mai mare după cel de împărat).

## Conflictul privind succesiunea
Într-o inscripție din 1195 din biserica Sf. Luca din Kotor, Vukan este intitulat Rege în Duklja, Dalmația, Travunia, Toplica și Hvosno.

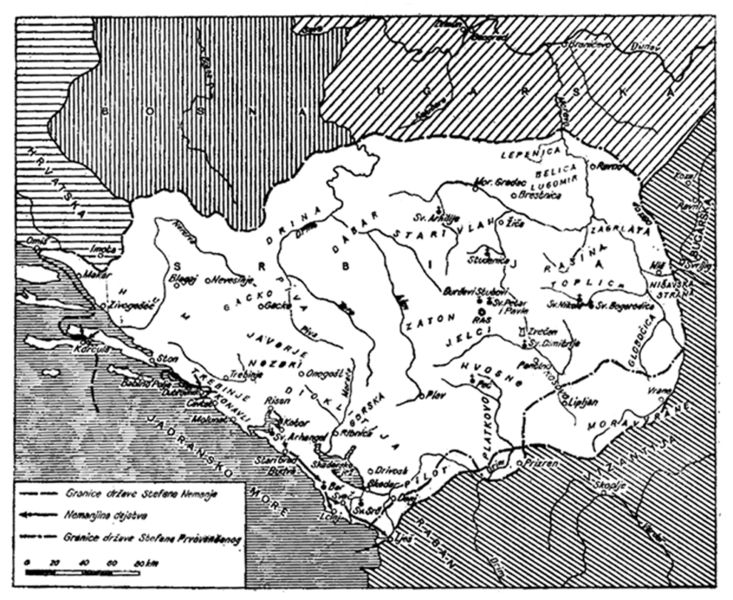
Serbia în timpul domniei lui Stefan Nemanja și a lui Ștefan al II-lea.

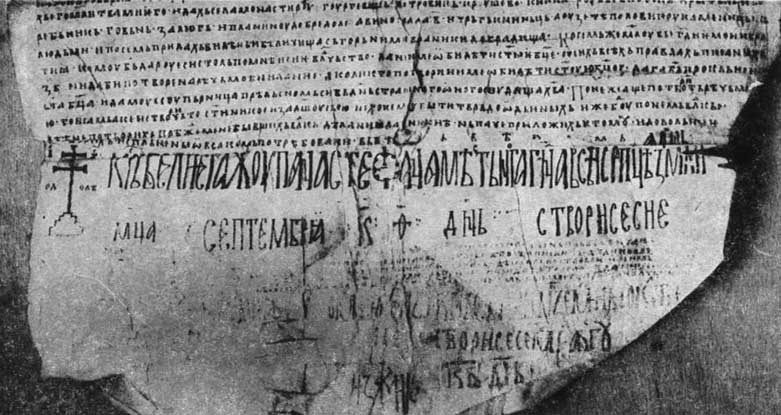
Revizuirea lui Ștefan a Cartei de la Mănăstirea Hilandarului (Хиландарска повеља, 1200-1202)

Cu toate că Vukan era fiul cel mai mare al lui Nemanja, Nemanja a preferat să-l vadă pe Ștefan al II-lea pe tronul sârb, mai ales pentru că Ștefan era căsătorit cu prințesa bizantină Eudokia. Se pare că Vukan a reacționat treptat la această schimbare, declarându-se „rege în Duklja” (Doclea). Deși și-a asumat un titlu regal „suveran”, Vukan a rămas sub autoritatea tatălui său. La 25 martie 1196, Ștefan Nemanja a convocat un Consiliu la Ras, unde a abdicat oficial în favoarea celui de-al doilea fiu al său, Ștefan, căruia i-a dat toate bunurile pământești. Această decizie nu era în conformitate cu dreptul tradițional de primogenitură, potrivit căruia Vukan ar fi moștenit tronul și nu a fost acceptată ușor de Vukan. Nemanja și-a făcut jurăminte monahale în Biserica Sfinților Petru și Pavel și a adoptat numele monahal Simeon. Călugărul Simeon s-a retras ulterior la mănăstirea sa Studenica și soția sa Anastasia s-a retras la Mănăstirea Maicii Domnului din Kuršumlija. După numeroase pledoarii făcute de Sava (inițial Rastko), Simeon a mers la Muntele Athos și s-a alăturat lui Sava în 1197 în mănăstirea Vatopedu. În 1199, cei doi au reconstruit împreună mănăstirea ortodoxă din Hilandar, dăruită poporului sârb de către împăratul bizantin, care a devenit inima culturii spirituale sârbe. Simeon a murit la 13 februarie 1199. 
În timp ce Nemanja era în viață, Vukan nu s-a opus guvernării lui Ștefan, dar de îndată ce Nemanja a murit, a început să comploteze împotriva lui pentru a deveni Mare Prinț. El a găsit ajutor la regele maghiar Emeric (domnie 1196-1204), care la vremea respectivă lupta împotriva celui de-al doilea imperiu bulgar (Țaratul Vlaho-Bulgar) și dorea ajutor. Cu ajutorul trupelor maghiare, în 1202, Vukan a reușit să-l răstoarne pe Ștefan, care a fugit în Bulgaria. Vukan a fost lăsat să conducă Serbia. Într-o inscripție care datează din 1202–1203, Vukan este numit „Marele Župan Vukan, Conducătorul tuturor țărilor sârbe, al Zetăi, al orașelor maritime și al țării Nișava”.
În schimbul ajutorului maghiar, Vukan a ajuns vasal maghiarilor și a promis că se va converti la catolicism dacă Papa îi va da titlul de rege. Cu toate acestea, ca vasal maghiar, Vukan s-a implicat curând în conflictul cu Bulgaria. În 1203 armata bulgară l-a atacat pe Vukan, anexându-i regiunea Niš. În haosul care a urmat și datorită simpatiei nepopulare a lui Vukan pentru catolicism, Ștefan a reușit să se întoarcă în Serbia și să-l răstoarne de pe tron pe Vukan în 1204, devenind din nou conducător. Vukan s-a retras pe pământurile sale din Zeta. 
Între timp, episcopul Sava (fratele cel mai tânăr) a avut succes pe Muntele Athos, fondând leagănul creștinismului sârb. Sava s-a întors în Serbia în iarna anilor 1205–1206 sau 1206–1207 și a intervenit și i-a împăcat pe cei doi frați ai săi, luând rămășițele tatălui său cu el, pe care le-a dus la mănăstirea Studenica. Ștefan al II-lea i-a cerut să rămână în Serbia cu clerul său, lucru pe care l-a făcut, începând o misiune pastorală și educativă în rândul oamenilor din Serbia. El și Sava au întemeiat mai multe biserici și mănăstiri, printre care mănăstirea Žiča. Ștefan cel dintâi încoronat a poruncit ca viitorii regi sârbi să fie încununați la Žičа.
Vukan a continuat să conducă ca rege titular în Zeta și a abdicat în jurul anului 1208, când fiul său Đorđe este menționat ca rege titular al principatului Zeta, deși în edictele de la Studenica din 1209, el este menționat doar ca Mare Prinț.  Vukan pare să fi murit în 1209 sau la scurt timp după aceea.

## Domnie ulterioară
După moartea lui Ioniță Caloian, a început un război de succesiune în Bulgaria. Țarul Borilă, cel mai ambițios dintre nobili, a luat tronul și i-a exilat pe Alexius Slav, Ivan Asan al II-lea și pe Strez (din familia Asan). Strez, primul văr sau fratele lui Borilă, s-a refugiat în Serbia și a fost întâmpinat cu căldură la curtea lui Ștefan al II-lea. Chiar dacă Borilă a solicitat extrădarea lui Strez în Bulgaria oferind daruri și mită, Ștefan al II-lea a refuzat. Caloian a cucerit Belgradul, Braničevo, Niš și Prizren, toate fiind revendicate de Serbia. În același timp, Borilă nu a putut să ia măsuri militare împotriva lui Strez și a patronului său sârb, deoarece suferise o înfrângere majoră în fața latinilor conduși de Henric I de Hainaut la Plovdiv. Stefan a mers până la a deveni fratele de sânge cu Strez, pentru a-l asigura de favoarea și protecția sa continuă. 

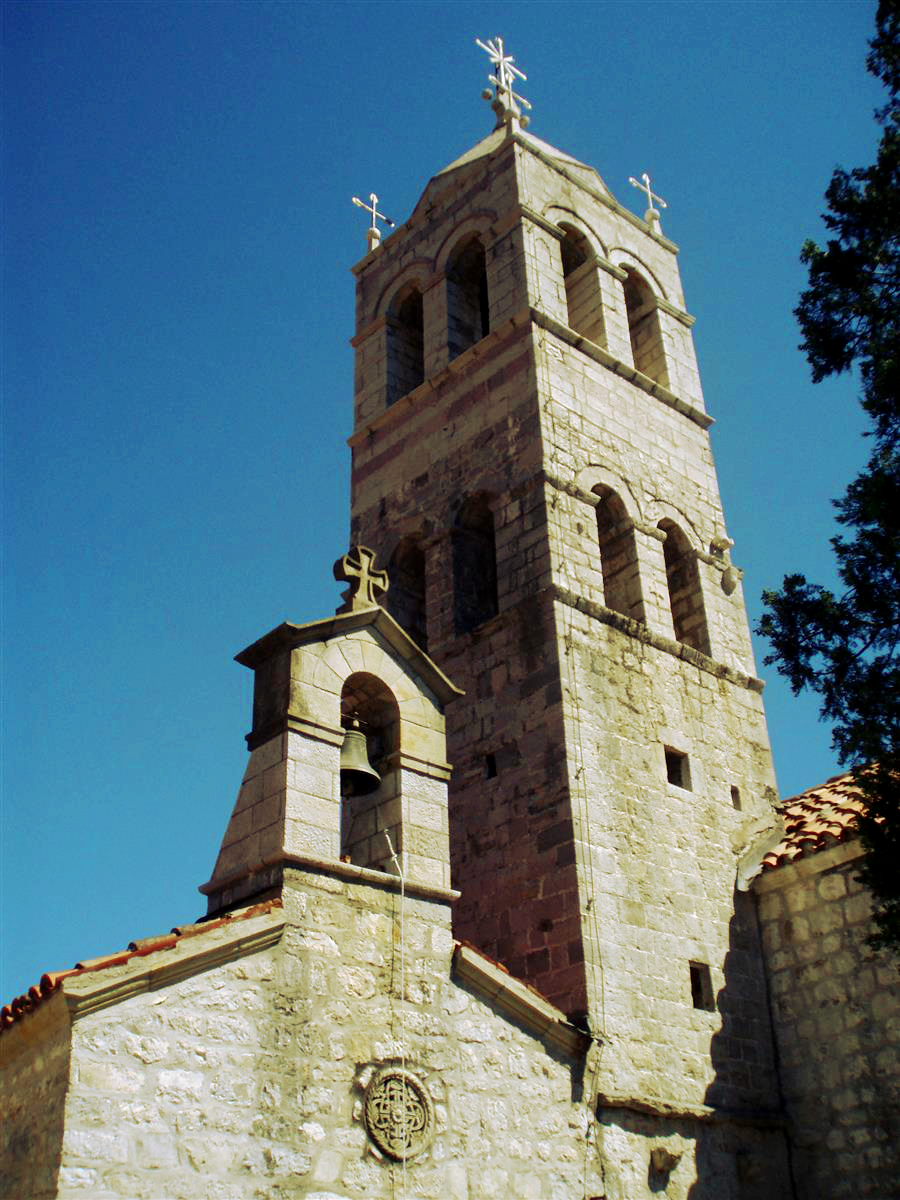
Mănăstirea Reževići de lângă Budva a fost fondată de Ștefan

Andrija Mirosavljević avea dreptul la guvernarea principatului Hum, ca moștenitor al lui Miroslav de Hum, unchiul lui Ștefan al II-lea, dar nobilii din Hum l-au ales pe fratele său, Petar Mirosavljević ca Prinț al Hum. Petar i-a exilat pe Andrija și pe văduva lui Miroslav (sora Banului Kulin din Bosnia), iar Andrija a fugit în Rascia, la curtea lui Ștefan al II-lea. Între timp, Petar a luptat cu succes cu vecinele sale, Bosnia și Croația. Stefan a fost de partea lui Andrija și s-a dus la război și a apărat Câmpia Popovo și Hum pentru Andrija puțin timp după urcarea pe tron. Petar a fost învins și a traversat Neretva, continuând să conducă vestul și nordul Neretvei, care în 1203 a fost ocupat pentru scurt timp de Andrei al II-lea al Ungariei. Stefan i-a dat conducerea titulară și supremă a principatului Hum fiului său Radoslav, în timp ce Andrija a condus districtul Popovo cu ținuturile de coastă din Hum, inclusiv Stonul. Prin înțelegerea acestora, când Radoslav a murit, pământurile sale au revenit lui Andrija. 
Đorđe din Zeta, pentru a-și proteja pământurile de Ștefan, a acceptat suzeranitatea venețiană, posibil în 1208. Đorđe ar fi putut face acest lucru din cauza tensiunilor dintre cei doi. Veneția, după cea de-a patra cruciadă, a încercat să controleze porturile dalmatiene și a reușit în 1205 să supună Ragusa - Đorđe  a  reușit să împiedice ca Veneția să revendicr porturile din sudul Dalmației. 

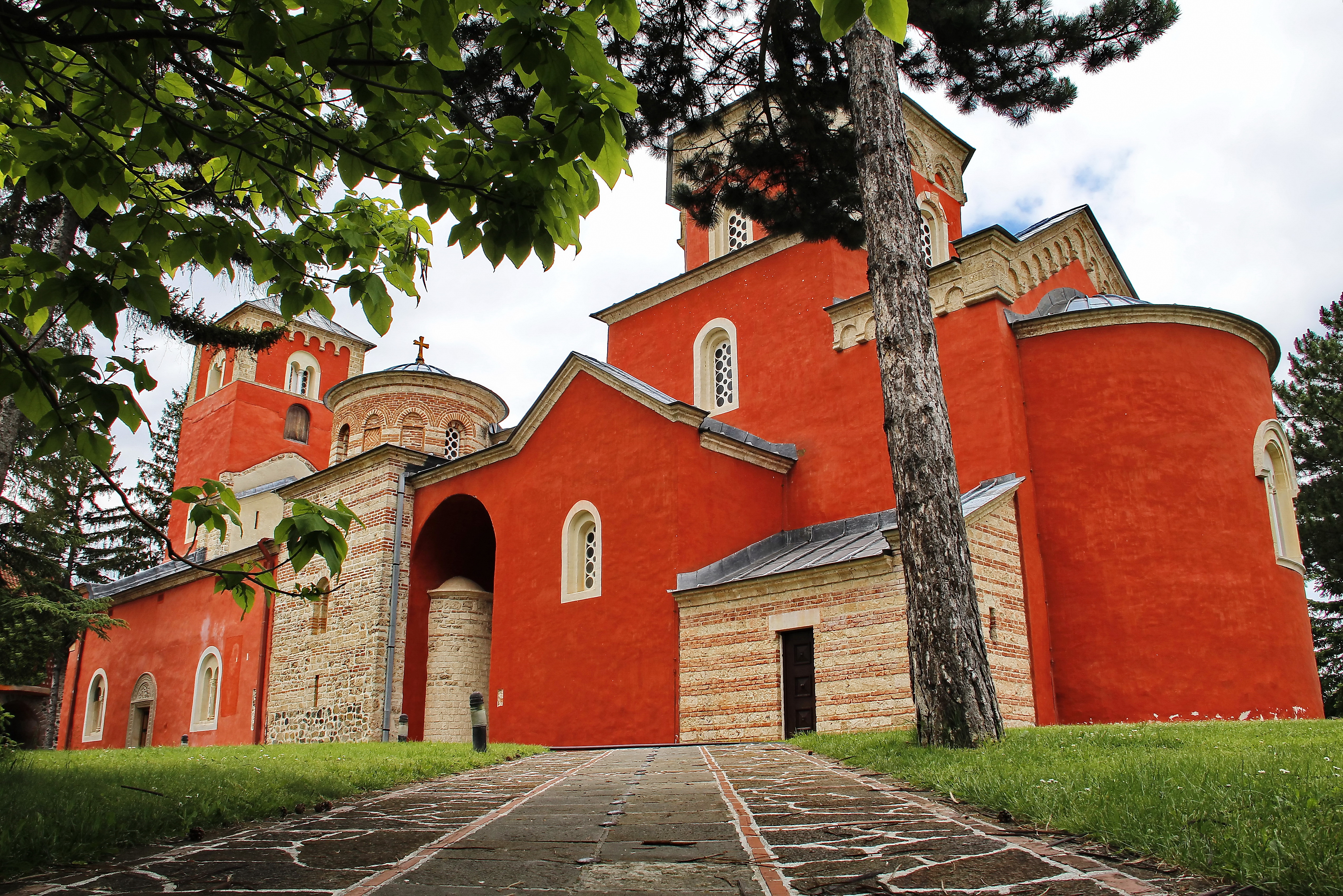
Mănăstirea Žiča din Kraljevo a fost fondată de Ștefan

Đorđe  a promis ajutor militar Veneției în cazul unei revolte teoretice a unui alt vasal venețian, Dimitri, un domn albanez al orașului Kruja. Acest lucru a fost probabil legat de conflictul dintre Rascia și Zeta. Ștefan al II-lea a căsătorit-o pe fiica sa, Komnena, cu Dimitri în 1208. Căsătoria a avut ca rezultat legături strânse și o alianță între Ștefan și Dimitri în mijlocul acestor conflicte. Kruja a fost cucerită de Despotul Epirului Mihail I Comnenul Ducas, iar Dimitri se pare că nu a supraviețuit.  care s -a căsătorit curând cu greco-albanezul Gregorios Kamonas, care a preluat puterea în Kruja, întărind relațiile cu Serbia, slăbită după un atac sârbesc asupra orașului Scutari. Đorđe a dispărut, iar Ștefan al II-lea a controlat Zeta până în 1216, probabil prin acțiune militară. Stefan fie a pus Zeta sub stăpânirea sa personală, fie a dat-o fiului său, Ștefan Radoslav. Zeta nu va mai avea de acum înainte vreun statut special și va fi acordată moștenitorului aparent. 
Despotul Mihail I Comnenul Ducas din Epir a cucerit Skadarul și a încercat să pună presiuni mai departe, dar a fost oprit de sârbi și de uciderea lui de către unul dintre slujitorii săi în 1214 sau 1215. A fost succedat de fratele său vitreg Teodor Comnen Dukas. Teodor a avut o politică de expansiune agresivă și s-a aliat cu Ștefan al II-lea. Stefan Radoslav s-a căsătorit cu Anna Doukaina Angelina, fiica lui Teodor. 

## Încoronarea și autocefalia
Dorind de mult timp să se numească rege, Ștefan s-a gândit la primirea unei coroane regale din partea Papei de la Roma. Nu este clar ce a promis Ștefan în ceea ce privește statutul Bisericii Romano Catolice, care a avut numeroși adepți în partea de vest și de coastă a tărâmului său, dar un legat papal a ajuns în sfârșit în 1217 și l-a încoronat pe Ștefan. Avansul Bisericii Catolice din Serbia nu a durat mult, deoarece a înfuriat clerul sârb. Mulți s-au opus încoronării lui Ștefan, Sava protestând prin părăsirea Serbiei și întoarcerea la Muntele Athos. Mai târziu, preoții sârbi au fost deranjați și de relațiile lui Ștefan cu papalitatea; în timp ce Domentijan care a fost contemporan cu Ștefan și cu Sava a scris că încoronarea a fost realizată de un legat papal, un secol mai târziu, Teodosie de la Mănăstirea Hilandar a susținut că Ștefan a fost încoronat de fapt de Sava. Contradicția i-a determinat pe unii istorici sârbi să ajungă la concluzia că Ștefan a fost de două încoronat, mai întâi de legat și, în 1219, de Sava, însă cercetătorii moderni tind să fie de acord că doar prima încoronare a avut loc.

## Căsătoria, jurămintele monahale și moartea
Ștefan a fost căsătorit, în jurul anului 1186, cu Eudokia Angelina, fiica cea mai mică a lui Alexie al II-lea Angelus și a împărătesei bizantine Euphrosyne Doukaina Kamaterina. Eudokia a fost nepoata împăratului bizantin Isaac al II-lea Angelus, care a condus Constantinopolul în timpul domniei lui Ștefan. Isaac al II-lea a fost cel care a aranjat căsătoria. Potrivit istoricului grec Nicetas Choniates, Ștefan și Eudocia s-au certat și s-au separat din iunie 1198, acuzându-se unul pe altul de adulter. Au avut trei fii (Ștefan Radoslav, Ștefan Vladislav I, Sava al II-lea) și două fiice (Komnena Nemanjić și încă o fiică): 
- Regele Ștefan Radoslav, care a condus Serbia între 1228–1233
- Regele Ștefan Vladislav I, care a condus Serbia între 1233–1243
- Arhiepiscopul Sava al II-lea (născut Predislav, proclamat Sfânt)
- Contesa Komnena Nemanjić de Kruja

Stefan s-a recăsătorit în 1207/1208, a doua sa soție a fost Anna Dandolo, nepoata dogelui venețian Enrico Dandolo. Cei doi au avut un fiu (viitorul rege Ștefan Uroș I al Serbiei) și o fiică: 
- Regele Stefan Uroš I, care a condus Serbia între 1243–1276

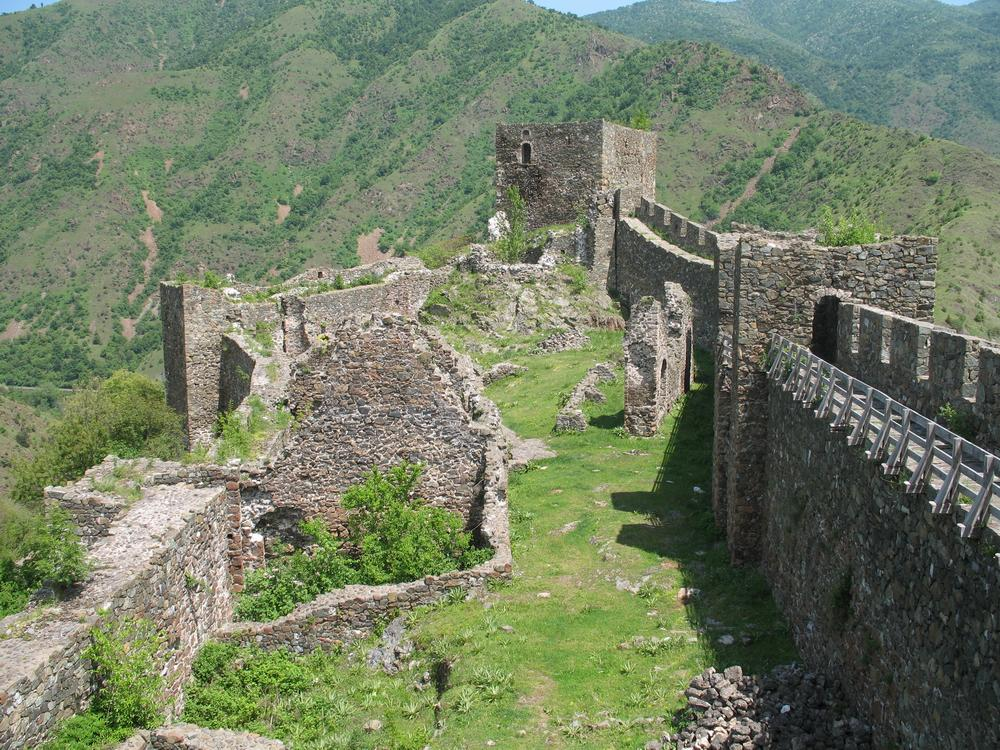
Cetatea Maglič

Ștefan a construit mai multe cetăți, inclusiv cea de la Maglič. La sfârșitul vieții, Ștefan a făcut jurământul monahal și a luat numele de călugărie Simeon și a murit la scurt timp. A fost proslăvit de Biserica Ortodoxă așa cum a fost și tatăl său.

## Moștenire
Conform legendei, pe drumul dintre Budva și Petrovac na Moru se afla o casă de oaspeți și o coloană în fața ei cu un vas cu vin pentru pasagerii însetați. Conform acestei legende, Ștefan a băut din acest vas cu vin în timpul vizitei sale la verișorul său, dogele venețian Enrico Dandolo. Mai târziu, în 1223 sau 1226, el ar fi construit Biserica Adormirea Maicii Domnului (în sârbă Црква Успења Пресвете Богородице), întemeind astfel Mănăstirea Reževići. 

## În ficțiune
Actorul Vojin Cetkovic interpretează rolul lui Ștefan Primul-încoronat în serialul de televiziune din 2017, „Nemanjići - rađanje kraljevine” (Dinastia Nemanjić - Nașterea unui Rregat). Seria îl prezintă pe regele Ștefan Primul-încoronat ca principalul protagonist.